# ECCアーティスト美容専門学校
ECCアーティスト美容専門学校（イーシーシーアーティストびようせんもんがっこう）は、ECC総合教育機関提携の学校法人山口学園が運営する大阪府大阪市北区にある専修学校。

## 沿革
- 2003年（平成15年） ECCアーティスト専門学校として開校。
- 2004年（平成16年） 第２校舎完成。
- 2016年（平成28年）4月 学校名を「ECCアーティスト美容専門学校」に変更。

## 学科
- 美容科
  - 昼間部2年 通信部3年
- メイクアップデザイン研究学科（3年）
  - トータルビューティアーティストコース
- メイクアップデザイン学科
  - メイクアップアーティストコース
  - ビューティアドバイザーコース
  - ネイルアーティストコース
  - エステティシャンコース
  - ブライダルコーディネイターコース
  - 特殊メイクアップアーティストコース
- メイクアップデザイン基礎学科
  - モデル・タレントコース
  - ファッションアドバイザーコース

## 出身者
- 桜井莉菜 - 雑誌『小悪魔ageha』の専属モデル。
- 吉田航介 - モデル。
- 小川絵里朱 - モデル。

## 所在地
- 〒530-0015 大阪市北区中崎西1-8-5

最寄り駅は、阪急・阪神・地下鉄梅田駅、 JR大阪駅